# Cobubatha versutus
Cobubatha versutus är en fjärilsart som beskrevs av H. Edwards 1881. Cobubatha versutus ingår i släktet Cobubatha och familjen nattflyn. Inga underarter finns listade i Catalogue of Life.